# オマーン議会
オマーン議会（オマーンぎかい、アラビア語: مجلس عُـمان）は、オマーンの立法府である。

## 議会構成
上院にあたる国家評議会と、下院にあたる諮問評議会による二院制を採用している。国家評議会の議員は国王が任命する官選、諮問評議会の議員は直接選挙制で選出される民選議員である。政党の結成は認められていないため、全員無所属議員からなる。
諮問評議会は1991年に創設され、当初は国王への提言のみで立法権は付与されていなかった。国家評議会は1997年に創設された。
2011年、国家基本法（憲法）の改正により、議会に立法権と行政監視権が付与されたが、法律の公布には国王の勅令が必要とされる。
定数は国家評議会86、諮問評議会90。国家基本法（憲法）の規定により、国家評議会の定数は諮問評議会の定数を上回ってはならない。2023年の総選挙から、諮問評議会の定数が86から90に増やされた。2023年の総選挙には32人の女性が立候補したが、全員落選した。任期はともに4年。